# Osvobodilna vojska Kosova
Osvobodilna vojska Kosova (albansko Ushtria Çlirimtare e Kosovës; kratici UÇK in OVK) je bila albanska paravojaška skupina, ki je delovala na področju Kosova od leta 1996 do 1999. Do leta 1998 je imela v ZDA status teroristične skupine.
OVK je igrala pomembno vlogo v kosovski vojni leta 1999 med Zvezno republiko Jugoslavijo in zvezo NATO, pri čemer je imela aktivno podporo nekaterih njenih članic (Združeno kraljestvo, Francija, ZDA ...). 
Po koncu vojne je bila OVK preoblikovana v Kosovski zaščitni korpus, ki pa je bil leta 2009 preoblikovan v Kosovske varnostne sile.